# 沖縄県道83号保良西里線
沖縄県道83号保良西里線（おきなわけんどう83ごう ぼらにしざとせん・主要地方道保良西里線）は、沖縄県宮古島市城辺保良と平良西里とを結ぶ主要地方道。

## 概要

### 区間
- 起点・宮古島市城辺字保良（国道390号）
- 終点・宮古島市平良字西里（沖縄県道78号平良城辺線・沖縄県道243号高野西里線）
- 総延長・32.6km
- 実延長・32.2km

### 通過自治体
- 宮古島市（宮古島）

### 交差する道路
- 国道390号（起点）
- 沖縄県道246号城辺下地線（宮古島市城辺長間）
- 沖縄県道194号鏡原増原線（宮古島市平良東仲宗根添増原）
- 沖縄県道243号高野西里線（宮古島市平良東仲宗根添高野、終点）
- 沖縄県道230号池間大浦線（宮古島市平良大浦）
- 沖縄県道78号平良城辺線（終点）
- 沖縄県道190号平良新里線（終点・県道78号と重複）
- 沖縄県道192号平良久松港線（終点・県道78号と重複）

### 主要施設
- 沖縄県立図書館宮古分館（宮古島市平良東仲宗根）

## 歴史
- 1953年（昭和28年）に平良市（現宮古島市平良）西里 - 狩俣が琉球政府道平良狩俣線、同市大浦 - 島尻の南静園が琉球政府道南静園線（のちに軍道となる）としてそれぞれ指定。
- 1972年（昭和47年）の本土復帰と同時に琉球政府道平良狩俣線、軍道南静園線がそれぞれ県道となった（路線番号は平良狩俣線が189、南静園線は196）。その後南静園線が宮古島東部を南下して城辺町保良（現宮古島市城辺保良）まで延長し宮古島一周道路を計画、路線名を保良西里線と改名した（路線番号は196のまま）。
- 1982年（昭和57年）、保良西里線の全線と平良狩俣線の西里 - 大浦間を吸収する形で保良西里線として主要地方道に昇格（平良狩俣線の残る大浦 - 狩俣間は池間大浦線（県道230号）に名称変更し池間島まで延長された）。1990年代に全線開通した。